# Альбрехт Дюрер Старший
Альбрехт Дюрер Старший (венг. Ajtósi Dürer Albrecht; 1427, Айтош близ Дьюлы, Королевство Венгрия — 20 сентября 1502, Нюрнберг) — нюрнбергский ювелир, отец художника Альбрехта Дюрера.

## Биография
Альбрехт Дюрер Старший был старшим сыном ювелира Антона и его жены Елизаветы из селения Айтош (Ajtós) в Венгрии. Завершив обучение в мастерской своего отца, Альбрехт отправился в путешествие, посетил Нидерланды и, возможно, Бургундию. В возрасте 17 лет, в 1444 году, впервые прибыл в Нюрнберг. Считается, что в Нюрнберге он жил у ювелира Иеронима Хольпера и в течение некоторого времени работал у него подмастерьем. Здесь же, в Нюрнберге, скорее всего, он принял фамилию «Дюрер», предположительно, это буквальный перевод названия его родного селения (ajtó по-венгерски означает «дверь»; по-немецки — Türer; впоследствии под влиянием франкского диалекта фамилия трансформировалась в Dürer). Происхождение фамилии нашло отражение в гербе Дюреров, созданном сыном Дюрера Старшего — Альбрехтом.
Затем несколько лет Дюрер провёл в Нидерландах, где он, судя по сообщению своего старшего сына, Альбрехта, работал со многими знаменитыми художниками. Около 1455 года он вернулся в Нюрнберг и продолжил работу в мастерской Иеронима Хольпера, ставшего его другом. До 1467 года Дюрер был подмастерьем, потом, сняв часть дома у юриста и дипломата Иоанна Пиркгеймера, работал самостоятельно. Близкое знакомство двух семей, принадлежащих к разным городским сословиям, продолжили сыновья Дюрера и Пиркгеймера. С Виллибальдом Пиркгеймером, одним из самых просвещённых людей Германии, Дюрер Младший дружил всю свою жизнь.
4 апреля 1467 года Дюрер стал гражданином Нюрнберга и как сотрудник Хольпера вошёл в объединение золотых и серебряных дел мастеров. 8 июня 1467 года он женился на пятнадцатилетней дочери Хольпера, Барбаре. У Дюреров было восемнадцать детей, некоторые, как писал позднее в семейной хронике Альбрехт Дюрер Младший, умерли «в юности, другие, когда выросли». В 1524 году из детей Дюреров были живы только трое — Альбрехт, Ханс и Эндрес.
4 июня 1468 года Дюрер стал полноправным мастером, довольно быстро обрёл признание, и уже 20 марта 1470 года вместе с золотых дел мастером Николаусом Ротом был назначен городским контролёром монет. В мастерской Дюрера ювелирному ремеслу, вероятно, обучались его сын Эндрес и племянник Никлас. В отцовской мастерской начинал работать и Альбрехт. Однако вскоре он пожелал учиться на художника, и старший Дюрер, несмотря на сожаление о потраченном на обучение сына времени, уступил ему. С пятнадцати лет Альбрехт работал в мастерской ведущего нюрнбергского художника Михаэля Вольгемута.
12 мая 1475 года Альбрехт Дюрер Старший приобрёл собственный дом в Нюрнберге (S 493 — на углу Обер-Шмидгассе).
В последующие годы Дюрер Старший исполнял многочисленные поручения города. В 1492 году он предпринял поездку в Линц, где встретился с императором Фридрихом III, чтобы передать ему одно из ювелирных изделий (об этом свидетельствует письмо Дюрера из Линца его жене, которое в настоящее время хранится в Германском национальном музее). В 1489 году он выполнил вместе с ювелиром Хансом Кругом Старшим для Фридриха два сосуда для напитков. В 1502 году Альбрехт Дюрер Старший умер, вероятно, от дизентерии. 20 сентября он был погребён в Нюрнберге на кладбище при церкви Святого Себальда.

Альбрехт Дюрер-младший в своей «Памятной книжке» (1524) так писал об отце: 
«…Альбрехт Дюрер старший провёл свою жизнь в великом старании и тяжком труде и не имел иного пропитания, чем то, которое он добывал своими руками себе, своей жене и детям. Поэтому он имел немного. <…> знавшие его, весьма его хвалили. Ибо он вёл честную, достойную христианина жизнь, был терпеливым и добрым человеком, доброжелательным к каждому, и он был преисполнен благодарности Богу».

## Произведения
Большое количество изделий Дюрера Старшего упоминается в документах, однако определить сейчас, о каких произведениях идёт речь, не представляется возможным.
Долгое время считавшийся одним из ранних произведений Альбрехта Дюрера Младшего рисунок серебряным штифтом «Turnierreiter» (Кабинет гравюр на меди, Берлин) в настоящее время атрибутируется его отцу.
Графический портрет Альбрехта Дюрера Старшего (1486, Вена, Альбертина) до 1957 года приписывался его сыну. Однако этот рисунок серебряным штифтом выполнен более уверенной рукой и с бо́льшим мастерством, чем датирующийся 1484 годом автопортрет Альбрехта Дюрера Младшего. Так, Эрвин Панофский считал его автопортретом Дюрера Старшего. Кроме того, у модели на портрете спрятана правая рука — знак того, что рисунок создавался по отражению в зеркале.
Некоторыми авторами Дюреру Старшему приписывается создание Шлюссельфельдерского корабля — серебряного настольного украшения из коллекции Шлюссельфельдеров (ок. 1502—1503 гг. Нюрнберг, Германский национальный музей).